# ラヴ・タンバリンズ
LOVE TAMBOURINES(ラヴ･タンバリンズ) は、日本の音楽バンド。

## 経歴
1991年結成。1993年、DJの瀧見憲司が主宰するCrue-L Recordsからデビュー。ソウルフルなボーカルと英詞曲で注目され、1994年にシングル『Midnight Parade』がヒット。カヒミ・カリィと並んで「渋谷系の歌姫」と呼ばれた。1995年にアルバム『ALIVE』を発表し、当時のインディーズとしては異例の10万枚以上のセールスを記録したが、バンド内の確執などにより、同年7月のライヴをもって解散した。

## メンバー
- ELLIE（Vocal,chorus）
- 斎藤圭市（Guitar）
- 大町博通（Drums,Keyboard）
- 宮川弾（Keyboard）
- 平見文生（Bass）
- 平野栄二（Percussions）途中脱退

## タイアップ一覧
| 使用年 | 曲名       | タイアップ                                   |
| ------ | ---------- | -------------------------------------------- |
| 1994年 | LOVE ALIVE | フジテレビ系ドラマ『シチリアの龍舌蘭』主題歌 |

## ヘビーローテーション/パワープレイ

### テレビ
| 放送年 | 曲名            | ヘビーローテーション/パワープレイ         |
| ------ | --------------- | ----------------------------------------- |
| 1994年 | Call Me Call Me | スペースシャワーTV 1995年2月度POWER PUSH! |